# Castleberry
Castleberry is een plaats (town) in de Amerikaanse staat Alabama, en valt bestuurlijk gezien onder Conecuh County.

## Demografie
Bij de volkstelling in 2000 werd het aantal inwoners vastgesteld op 590.
In 2006 is het aantal inwoners door het United States Census Bureau geschat op 569, een daling van 21 (-3,6%).

## Geografie
Volgens het United States Census Bureau beslaat de plaats een oppervlakte van
4,4 km², geheel bestaande uit land. Castleberry ligt op ongeveer 55 m boven zeeniveau.

## Plaatsen in de nabije omgeving
De onderstaande figuur toont de plaatsen in een straal van 40 km rond Castleberry.